# Sören Bartol

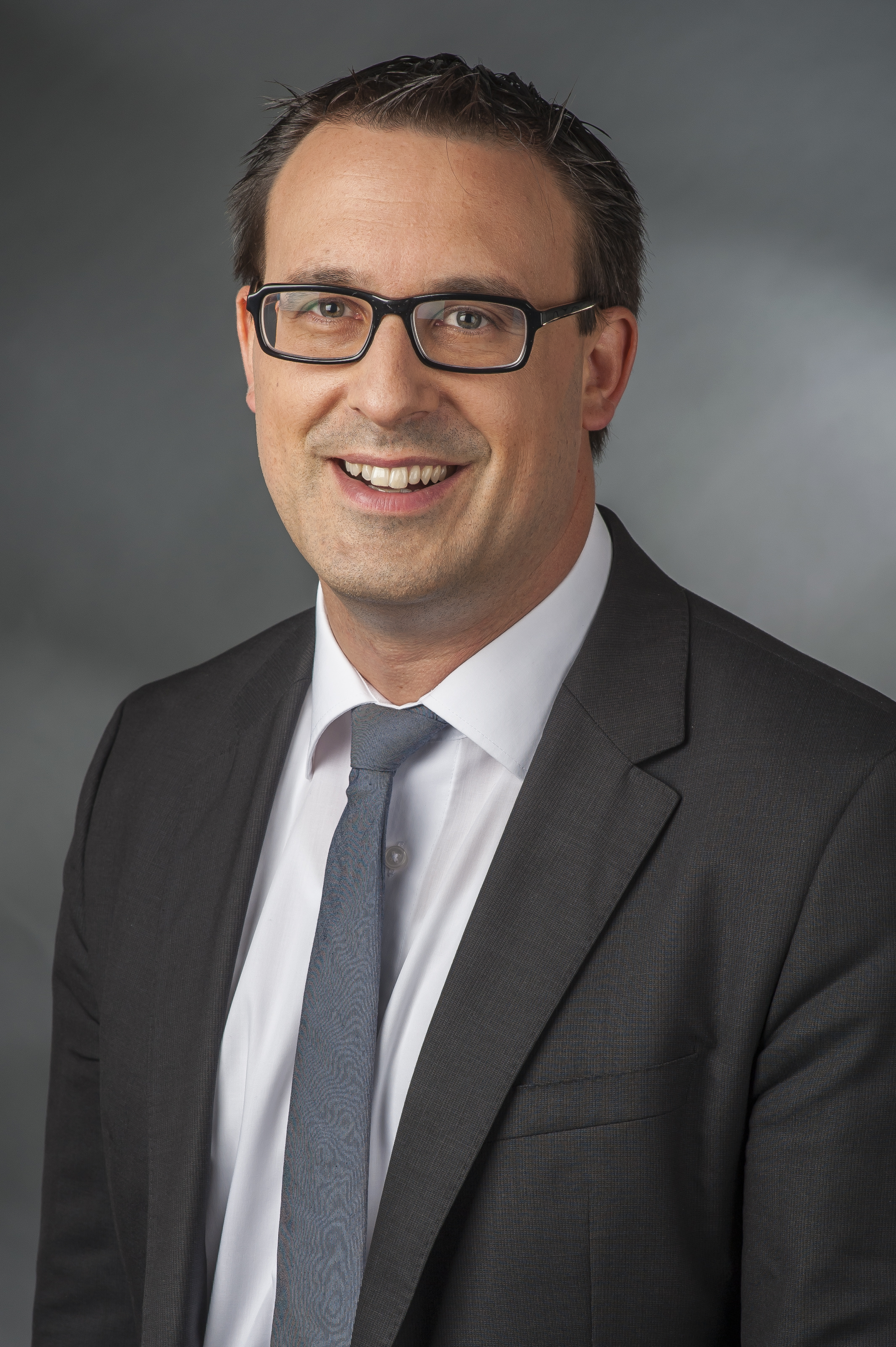
Sören Bartol

Sören Bartol (ur. 4 września 1974 w Hamburgu) – niemiecki polityk. Od 2002 roku członek Bundestagu z ramienia partii SPD.
Ukończył studia na kierunku politologii, był współpracownikiem posła do parlamentu Hesji, Ludwiga Wagnera. Członek SPD od 1990, wybrany w 2002 do Bundestagu z okręgu wyborczego nr 173 (Marburg). W wyborach parlamentarnych w roku 2005 w swoim okręgu wyborczym otrzymał 47, 5 % głosów, co umożliwiło mu dostanie się do Bundestagu na kolejną kadencję. Jest członkiem rady nadzorczej INOSOFT AG.